# Southeast Asian Bulletin of Mathematics
Southeast Asian Bulletin of Mathematics ist eine in englischer Sprache erscheinende mathematische Fachzeitschrift, die von der Southeast Easian Mathematical Society seit 1977 herausgegeben wird. Ihr Sitz ist an der South China Normal University in Guangzhou.
Sie veröffentlicht Forschungsarbeiten aus allen Gebieten der Mathematik.